# Matfrido de Orleans
Matfrido (fallecido en 836) fue el conde franco de Orleans durante el reinado del emperador Luis el Piadoso. Se le suele considerar el primero del linaje conocido por los historiadores como Matfriedes (en alemán, Matfridinger o Matfriede).

## Biografía
Matfrido fue conde de Orleans desde aproximadamente el año 818. Acompañó al emperador Luis en su expedición a Bretaña en el año 824 y sirvió en su corte. Sin embargo, en el año 825, apoyó a Lotario, hijo mayor del emperador, en su rebelión. Recuperó el favor del emperador, en el año 827 lideró un ejército franco en la Marca Hispánica, la frontera española, junto con el conde Hugo de Tours, esposo de su hermana, y Pipino I de Aquitania, hijo de Luis.
Matfrido, Hugo y Pipino no lograron hacer frente a la invasión de Abu Marwan, y al año siguiente en Aquisgrán, una asamblea imperial despojó a Matfrido y Hugo de sus títulos. Posteriormente y debido a que apoyó las rebeliones de los hijos del emperador Luis en todas las ocasiones, recuperó repetidamente sus tierras, su título y el favor imperial.
Otra vez al servicio de Lotario, murió en Italia en 836 durante una plaga.
Jonás de Orleans le dirigió su obra Instrucción de príncipes.
Un segundo Matfrido, presumiblemente su hijo, estuvo activo en Lotaringia durante los reinados de Lotario y su hijo Lotario II, siendo un testigo frecuente de sus cartas en el período de 843 a 860. Un tercer Matfrido, presumiblemente hijo del segundo, estuvo activo en el período de 867 a 878. Sin embargo, es posible que haya sido la misma persona que el segundo Matfrido.
Entre los miembros cognaticio posteriores del clan Matfriding se encontraba Godofredo I, duque de la Baja Lorena.